# یواس‌اس استنلی (دی‌دی-۴۷۸)
یواس‌اس استنلی (دی‌دی-۴۷۸) (به انگلیسی: USS Stanly (DD-478)) یک کشتی بود که طول آن ۱۱۴٫۷ متر (۳۷۶ فوت) بود. این کشتی در سال ۱۹۴۲ ساخته شد.